# Antisymétrie
En mathématiques, la notion d'antisymétrie correspond à un comportement particulier d'une relation ou d'une application lorsqu'on intervertit deux éléments en lesquels on l'applique :
- une relation antisymétrique est une relation binaire R telle que si xRy et yRx alors x = y ;
- une application multilinéaire est antisymétrique si elle est transformée en son opposée lorsqu'on échange deux variables ; les formes antisymétriques sont les formes multilinéaires antisymétriques ;
- une matrice antisymétrique est une matrice carrée opposée à sa matrice transposée ;
- un tenseur antisymétrique pour deux indices est un tenseur transformé en son opposé lorsqu'on échange ces deux indices.

Cette notion s'emploie aussi dans le domaine des jeux de pions, lorsque chaque pion blanc correspond par une opération de symétrie axiale ou centrale à un pion noir et vice versa.[réf. nécessaire] Par exemple la position initiale des pions aux échecs est « antisymétrique », puisqu'à chaque pièce blanche correspond son équivalent noir si on applique une symétrie axiale horizontalement et chaque pièce noire à son équivalent blanc.